# Belthur, Hunsur
Belthur là một làng thuộc tehsil Hunsur, huyện Mysore, bang Karnataka, Ấn Độ.